# Aleurotrachelus stypheliae
Aleurotrachelus stypheliae es una especie de insecto hemíptero de la familia Aleyrodidae y la subfamilia Aleyrodinae. Se distribuyen por Australia.
Fue descrita científicamente por primera vez por Maskell en 1896.